# Kunst im öffentlichen Raum in Hamburg-Hammerbrook
Diese Liste von Kunst im öffentlichen Raum in Hamburg-Hammerbrook enthält dauerhaft aufgestellte Kunstwerke auf dem Gebiet des Stadtteils Hammerbrook der Freien und Hansestadt Hamburg, die sich im öffentlichen Raum befinden und von anerkannten Künstlern und Künstlerinnen geschaffen wurden. Viele dieser Kunstwerke sind durch das Programm Kunst am Bau (und dessen Folgeprogramme) gefördert oder mit öffentlichen Geldern angekauft worden, dies ist aber keine Voraussetzung für die Aufnahme. Ebenso mögen einige dieser Kunstwerke als Kulturdenkmal geschützt sein, aber auch das ist keine Voraussetzung für die Aufnahme in diese Liste.
Bauschmuck ist im Normalfall im Artikel über das Bauwerk darzustellen, und gehört nicht in diese Liste. Streetart kann Aufnahme in die Liste finden, wenn es zu dem konkreten Kunstwerk eine ausführliche Rezeption in der Kunstwissenschaft gibt und ein enzyklopädischer Artikel über die Streetart-Künstler oder -Künstlerin existiert oder vorstellbar wäre. Denkmäler, die an eine Person oder ein Ereignis erinnern, können in die Liste aufgenommen werden, wenn sie ob ihrer zumeist plastischen Gestaltung als Kunstwerk gelten können. Bei reinen Gedenktafeln ist das normalerweise nicht der Fall.
Basis der Zusammenstellung sind Datensätze der Hamburger Kulturbehörde von 2012 und 2018, eine Veröffentlichung der SAGA GWG von 2008, und verschiedene Veröffentlichungen von Kunsthistorikern zum Thema. Eine abschließende Liste von Literatur kann es nicht geben, jedoch ist für jeden Eintrag in die Liste ein konkreter Verweis auf eine amtliche Liste oder anerkannte Sekundärliteratur erforderlich.
Gestohlene oder zerstörte Kunstwerke, die ehemals in Hamburg-Hammerbrook aufgestellt waren, sind in einer separaten Liste aufgeführt.

## Legende
- Lage: Nennt die nächstgelegene Straße und, wenn vorhanden und sinnvoll, das nächstgelegene Bauwerk (mit Hausnummer) oder das umgebende Gebiet (z. B. einen Park) und gibt nötigenfalls Hinweise zur genauen Lage. Darunter werden - wenn vorhanden - auch die Geo-Koordinaten und das Wikidata-Logo als Verweis auf das Wikidata-Objekt angegeben. Die Spalte ist nach der Adresse sortierbar.
- Künstler/in: Name des Künstlers oder der Künstlerin, die das Kunstwerk geschaffen haben, verlinkt mit dem Wikipedia-Artikel zur Person. Die Spalte ist nach dem Nachnamen sortierbar.
- Beschreibung: Kurzbeschreibung des Werks, immer zuerst: Werktitel (kursiv), dann möglichst Material, Stil, Größe, Dargestelltes, Art der Förderung
- Jahr: Jahr der Fertigstellung des Kunstwerkes, wenn unbekannt dann das Jahr der Aufstellung. Hier kann nur ein einziges Jahr angegeben werden, kein Zeitraum. Weitere zeitliche Details zur Schaffung des Kunstwerkes (von–bis) können in der Beschreibung angegeben werden.
- Quelle: Kulturbehörde, SAGA, Literatur, jeweils mit Fußnote. Diese Angabe ist für eine Aufnahme in die Liste verpflichtend.
- Bild: Bild des Kunstwerks, mit Link auf Commons-Kategorie wenn vorhanden

Hinweis: Die Grundsortierung der Liste erfolgt nach der Adresse. Die Liste ist alternativ nach Künstler, Werktitel, Datierung oder Quelle sortierbar.

## Liste
| Lage                                                                                 | Künstler           | Beschreibung | Jahr    | Quelle        | Bild |  |
| ------------------------------------------------------------------------------------ | ------------------ | --- | ------- | ------------- | --- |  |
| Arno-Schmidt-Platz Vor der Zentralbibliothek der Bücherhallen am Hühnerposten (Lage) | Stephan Balkenhol  | Mann und Frau Bronze-Skulpturengruppe, die beiden Figuren sind etwa fünf Meter hoch und stehen auf überlangen Beinen. Das Werk wurde im Rahmen des Kunstmeilenwettbewerbs angekauft und zur Eröffnung der Zentralbibliothek am Hühnerposten aufgestellt. | 2004    | Kulturbehörde | weitere Bilder |  |
| Ausschläger Weg Zweite Ausschläger Brücke (Lage)                                     | Alfred Hofmann     | Arbeiter / Die Arbeit Muschelkalk-Skulptur | 1913    | Zabel         | |  |
| Deichtorplatz (Lage)                                                                 | Tita Giese         | Pflanzeninseln KiöR, Projekt AUSSENDIENST | 2000    | Kulturbehörde | Bild gesucht Die Wikipedia wünscht sich an dieser Stelle ein Bild vom Ort mit diesen Koordinaten 53.54792 10.00561 . Motiv: Deichtorplatz Falls du dabei helfen möchtest, erklärt die Anleitung , wie das geht. BW                                  |  |
| Hammerbrookstraße Brückengeländer (Lage)                                             | Anja Kleinhans     | "Arbeiter mit Schubkarre" (historische Szenen aus Hammerbrook) Aktion der IG City Süd | o. J.   | Kulturbehörde | |  |
| Nordkanalstraße 50 / Wandalenweg Eichdirektion, Eichamt Treppenhaus EG (Lage)        | Tom Hops           | "Eichwesen" KaB | 1962    | Kulturbehörde | Bild gesucht Die Wikipedia wünscht sich an dieser Stelle ein Bild vom Ort mit diesen Koordinaten 53.55033 10.02339 . Motiv: Nordkanalstraße 50 / Wandalenweg Falls du dabei helfen möchtest, erklärt die Anleitung , wie das geht. BW               |  |
| Oberhafenbrücke Westseite der Brücke (Lage)                                          | Rémy Zaugg         | Kanäle, Himmel, Eisenbahnbrücke, Wind, Schiffe, Lagerhäuser, Wolken, Hafenkräne Leuchtkästen mit Lettern, welche die acht Wörter des Werktitels bilden. Ankauf im Programm “Kunst im öffentlichen Raum”                                                  | 1992    | Kulturbehörde | weitere Bilder |  |
| Parkplatz Deichtorhallen (Lage)                                                      | Rupprecht Matthies | Sprachzylinder (2-teilig): Soll & Ist KiöR (+Deichtorhallen?) | 2002    | Kulturbehörde | Bild gesucht Die Wikipedia wünscht sich an dieser Stelle ein Bild vom Ort mit diesen Koordinaten 53.54665 10.00574 . Motiv: Parkplatz Deichtorhallen Falls du dabei helfen möchtest, erklärt die Anleitung , wie das geht. BW                       |  |
| Süderstraße / Ausschläger Weg Landesbetrieb Verkehr, Eingangshalle (Lage)            | Theo Ortner        | Verkehr KaB | 1961    | Kulturbehörde | Bild gesucht Die Wikipedia wünscht sich an dieser Stelle ein Bild vom Ort mit diesen Koordinaten 53.54699 10.03769 . Motiv: Süderstraße / Ausschläger Weg Falls du dabei helfen möchtest, erklärt die Anleitung , wie das geht. BW                  |  |
| Vorplatz der Deichtorhallen / Altländer Straße (Lage)                                | Richard Serra      | T.W.U. (Transport Workers Union) Direktankauf der Stadt/KB? | 1979/80 | Kulturbehörde | Bild gesucht Die Wikipedia wünscht sich an dieser Stelle ein Bild vom Ort mit diesen Koordinaten 53.54642 10.00691 . Motiv: Vorplatz der Deichtorhallen / Altländer Straße Falls du dabei helfen möchtest, erklärt die Anleitung , wie das geht. BW |  |
| Vorplatz der Deichtorhallen / Altländer Straße (Lage)                                | Lawrence Weiner    | "Ein bißchen Zeit + ganz viel Ebbe - Time + Tide" KiöR, zur Eröffnung der Deichtorhallen 1989 installiert | 1989    | Kulturbehörde | Bild gesucht Die Wikipedia wünscht sich an dieser Stelle ein Bild vom Ort mit diesen Koordinaten 53.54674 10.00695 . Motiv: Vorplatz der Deichtorhallen / Altländer Straße Falls du dabei helfen möchtest, erklärt die Anleitung , wie das geht. BW |  |